# Comté de James City
Le comté de James City est un comté de Virginie, aux États-Unis.